# Монастырь Кусанац
Монастырь Кусанац (арм. Կուսանաց վանք — Кусанац-ванк, что в переводе «Девичий монастырь») также именуется как Анапат (арм. Անապատ - «пустыня») — ныне несуществующий монастырь Армянской Апостольской церкви в городе Шуша.

## История
Кусанац-ванк является самым старым христианским храмом города. Храм был основан в 1816 году при помощи благочестивой девицы Рипсиме. Она собрала достаточную сумму от рукоделья, чтобы финансировать строительство храма. Также ей помогли братья Исраэл, Аствацатур и Петрос Баадуряны. Храм представлял собой прямоугольную залу. Построен монастырь из отёсанных блоков белого известняка. Внутри стены были покрыты фресками с изображениями библейский мотивов. К южному фасаду храма примыкала трёхэтажная колокольня. Благодаря этой колокольне Кусанац ванк оставлял неизгладимое впечатление, возвышаясь над всем городом.
Монастырь имел несколько подсобных помещений, в том числе вернатун (гостиную). Во дворе монастыря хранилась пушка, которая была отлита в Турине в 1813 году. Эта пушка имеет свою историю. Именно ей армянские добровольцы по предводительством архиепископа Хорена защищали ущелье Хонут. В последний раз этим орудием защищались армяне при резне 1905 года. Комплекс завершался двухэтажным жилым домом для девиц. Здесь были комфортные комнаты с небольшими балконами, погреба, кухня и трапезная. Монастырь славился своими тремя садами, где росли великолепные цветы, бахчевые культуры, плодовые деревья. На его территории были проложены красивейшие аллеи. Затем в этих аллеях были сооружены богато орнаментированные надгробья девственниц монастыря с лаконичными трогательными эпитафиями.